# Donsrugbuulbuul
De donsrugbuulbuul (Euptilotus eutilotus synoniem: Pycnonotus eutilotus) is een zangvogel uit de familie van de buulbuuls (Pycnonotidae). 

## Verspreiding en leefgebied
Deze soort komt voor op Malakka, Sumatra, Bangka en Borneo.

## Status
De grootte van de populatie is niet gekwantificeerd maar de soort wordt omschreven als schaars. De populatie-aantallen nemen vrij snel af door ontbossing. Op de Rode lijst van de IUCN heeft deze soort daarom de status gevoelig.